# Ispano
Ispano (em latim: ispanus; em grego: ισπανός; romaniz.: ispanós; em húngaro: Ispán), zupano (em eslovaco: župan), conde ou conde paroquial (em latim: comes ou comes parochialis) foi o líder de um castelo distrital (fortaleza e territórios reais anexados a ele) no Reino da Hungria do começo do século XI. Muitos deles foram também chefes das unidades administrativas básicas do reino, chamados condados, e desde o século XIII a última função tornou-se dominante. Os ispanos foram nomeados e demitidos pelos monarcas ou um alto oficial régio responsável pela administração dum unidade territorial maior dentro do reino. Eles cumpriram funções administrativas, judiciais e militares num ou mais condados.
Chefes de condados foram frequentemente representados localmente por seus representantes, os vice-ispanos (em húngaro: alispán; em latim: vicecomes; em eslovaco: podžupan), desde o século XIII. Embora os vice-ispanos adquiriram mais e mais funções com o passar do tempo, os ispanos ou mesmo, segundo seu novo título, os lugar-tenentes dos condados (em húngaro: főispán; em latim: supremus comes) permaneceram os principais oficiais da administração condal. Os chefes dos Condados de Posônio e Temes foram mesmo incluídos entre os "barões do reino", junto com o palatino e outros dignitários. Por outro lado, alguns destes altos oficiais e alguns dos prelados foram ex officio ispanos de certos condados, incluindo Estrigônio, Alba e Peste até os séculos XVIII e XIX. Entre meados do século XV a meados do século XVIII, não eram incomum quaisquer outros tipos de ispanato perpétuo, ou seja, o grupo de condados onde o ofício de ispano foi hereditário em famílias nobres.
A eleição de vice-ispanos pelo conjunto dos condados foi promulgada em 1723, embora os nobres poderiam apenas escolher entre quatro candidatos apresentados pelo lugar-tenente. Após o Compromisso austro-húngaro de 1867, vice-ispanos oficialmente tornaram-se responsáveis pela manutenção da administração condal inteira, mas lugar-tenentes presidiram os corpos de supervisão mais representativos dos condados. Ambos os ofícios foram abolidos com a introdução do sistema soviético na administração local húngara em 1950.

## Origens

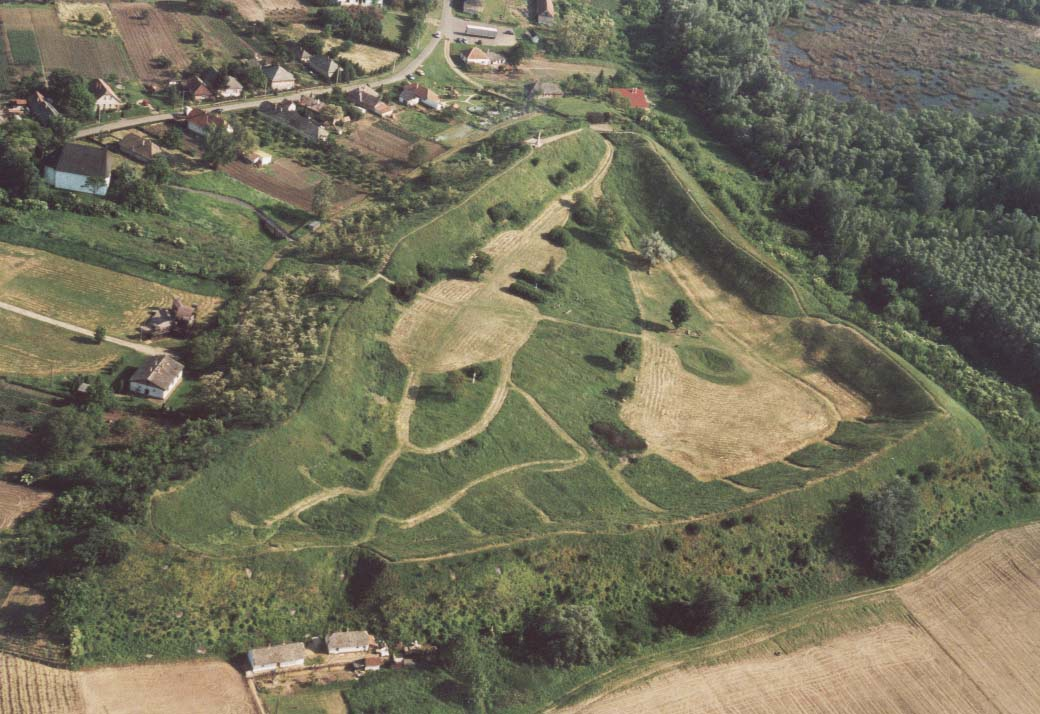
Restos da fortaleza de Szabolcs

Sem dúvida, a palavra húngara ispano (ispán) esteve conectada ao termo zupano (župan - "chefe da zupania") nas línguas croata e eslovaca e era sinônimo da expressão em antigo eslavônico eclesiástico županъ. Assim, o título parece ser um empréstimo eslávico em língua húngara. Contudo, um empréstimo direto é problemático da perspectiva fonológica devido a omissão da vogal "u" durante o procedimento (župan>špan>išpan) sugere uma língua intermediária. O termo "zupano" foi registrado pela primeira vez numa carta da fundação da Abadia de Kremsmünster como o título dum dignitário ávaro. A palavra húngara é atestada pela primeira vez como um nome próprio desde 1269 e como título desde em torno de 1282.
O ofício, contudo, já existia mais tardar sob Estêvão I (r. 997–1038), que foi coroado o primeiro rei da Hungria em 1000 ou 1001. O novo rei introduziu um sistema administrativo baseado em fortalezas. Muitas das fortalezas foram "simples terraplenagens encimadas por um muro de madeira e cercadas por um fosso ou banco" (Pál Engel) no período. Castelos de pedra foram apenas erigidos em Estrigônio, Székesfehérvár, e Vesprímia. A evidência arqueológica mostra que alguns castelos já existiam no último quartel do século X, implicando que o novo sistema da administração local foi estabelecido pelo pai de Estêvão I, o grão-príncipe Géza (r. 972–997).

"Se um guerreiro, escarniando o justo julgamento de seu ispano apela para o rei, procurando provar a injustiça do ispano, ele terá que pagar 10 pensas de ouro para o ispano"

Leis do rei Estêvão I II:8
O monarca nomeou um oficial real estilizado "conde" (comes) em documentos contemporâneos como chefe de cada fortaleza. Um conde era o administrador chefe das propriedades reais anexadas ao castelo sob seu comando. Consequentemente, foi o principal de todos aqueles que exerciam funções como chefe do castelo.
Muitos condes (aproximados 50 dos 72 registrados no século XIII) também tiveram autoridade sobre a população da região circundante mais ampla do castelo, incluindo aqueles que viveram em suas próprias propriedades ou em territórios possuídos por outros indivíduos ou corpos eclesiásticos. Cada distrito deste tipo formou uma unidade administrativa com "fronteiras bem definidas" (Pál Engel) conhecidos sob o nome de "condado" (vármegye). Alguns dos castelos e, consequentemente, os condados ao redor deles foram nomeados em honra de seus primeiros condes. Por exemplo, tanto a fortaleza de Honte e seu condado receberam o nome dum cavaleiro de origem estrangeira, um acérrimo defensor de Estêvão I.

## Idade Média

### Monarquia dos Arpadas (c. 1000–c. 1300)

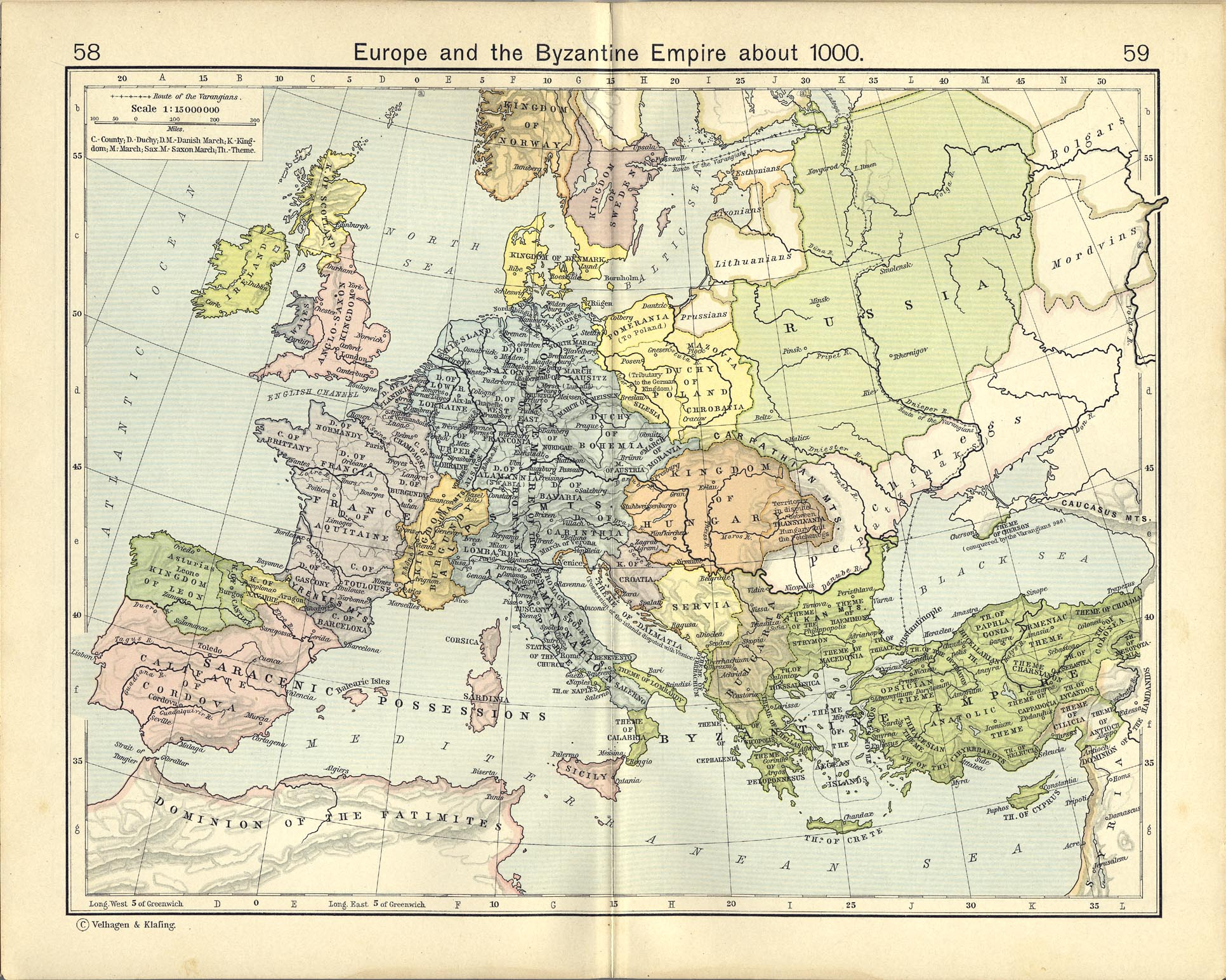
Reino da Hungria ca. 1000

Cada distrito de castelo serviu para objetivos múltiplos, com seu conde ocupando várias funções. Em primeiro lugar, o exército do reino por séculos foi baseado em tropas recrutadas nos distritos de castelos, com cada sendo comandado pelo conde sob sua própria bandeira. Ele foi assistido pelo castelão e outros oficiais recrutados entre os "guerreiros do castelo". Os guerreiros do castelo foram comuns que desempenhavam serviço militar para o conde como representante do poder real local no que diz respeito à sua posse da terra no distrito de castelo.
Castelos e as propriedades anexadas a eles foram importantes unidades econômicas. Inicialmente, uma parte significativa de todas as terras no reino (talvez dois terços dele) pertenceram a um castelo real. Contudo, nem todas as parcelas nas "terras do castelo" faziam parte do domínio real (a propriedade privada do monarca). Por outro lado, enormes florestas pertencentes ao monarca e sua descendência permaneceram fora do sistema de distritos de castelos. Oficiais responsáveis para a manutenção dos territórios florestados, os "guardas reais" nunca igualaram em posição aos chefes dos distritos de castelo, embora foram também estilizados como ispanos no século XII. Os territórios reais desenvolveram em condados pelo fim do século seguinte.
O "povo do castelo", que compreendia camponeses vivendo numa vila do distrito do castelo, fornecia comida, vinho, armas e outros bens para o conde do castelo e sua comitiva. Eles foram agrupados em unidades chamadas "centenas", cada qual supervisionada por um "centurião". Centuriões foram sempre nomeados pelo conde dentre dos guerreiros do castelo. Os condes também foram responsáveis por coletar tributos, ferramentos e roupas. Eles apenas remetiam dois terços da receita derivada destes impostos para o rei, com a porção remanescente ficando com eles. A concessão de terras do castelo para particulares começou a corroer as funções econômicas do distrito do castelo já pelo século XII. O rei André II (r. 1205–1235) foi o primeiro monarca a distribuir grandes porções entre seus apoiantes, o que "minou a organização social e militar sobre a qual o prestígio dos condes" residiu (Pál Engel). O monopólio real dos castelos foi abolido sob o rei Bela IV (r. 1235–1270). Centenas de novos castelos foram construídos nesse período pelo nobres.
Os condes também tinham o direito de fazer justiça em seus distritos. Chefes de um condado tinham jurisdição sobre todos os seus habitantes, porém a jurisdição dos condes apenas cobriu os comuns que viviam nas propriedades anexadas ao castelo. Cada conde nomeou seu próprio representante judicial para assisti-lo. Contudo, mais e mais propriedades receberam dos monarcas imunidade da jurisdição do conde. Além disso, uma rebelião dos chamados "serventes reais" (de fato proprietários diretamente sujeitos a servidão) forçou o rei André II a emitir uma carta conhecida como Bula Dourada de 1222 que isentou-os da jurisdição dos ispanos. O desenvolvimento de cidades colocaram ainda mais limites à autoridade condal, uma vez que 20 assentamento receberam o direito de auto-governo sob o rei Bela IV.

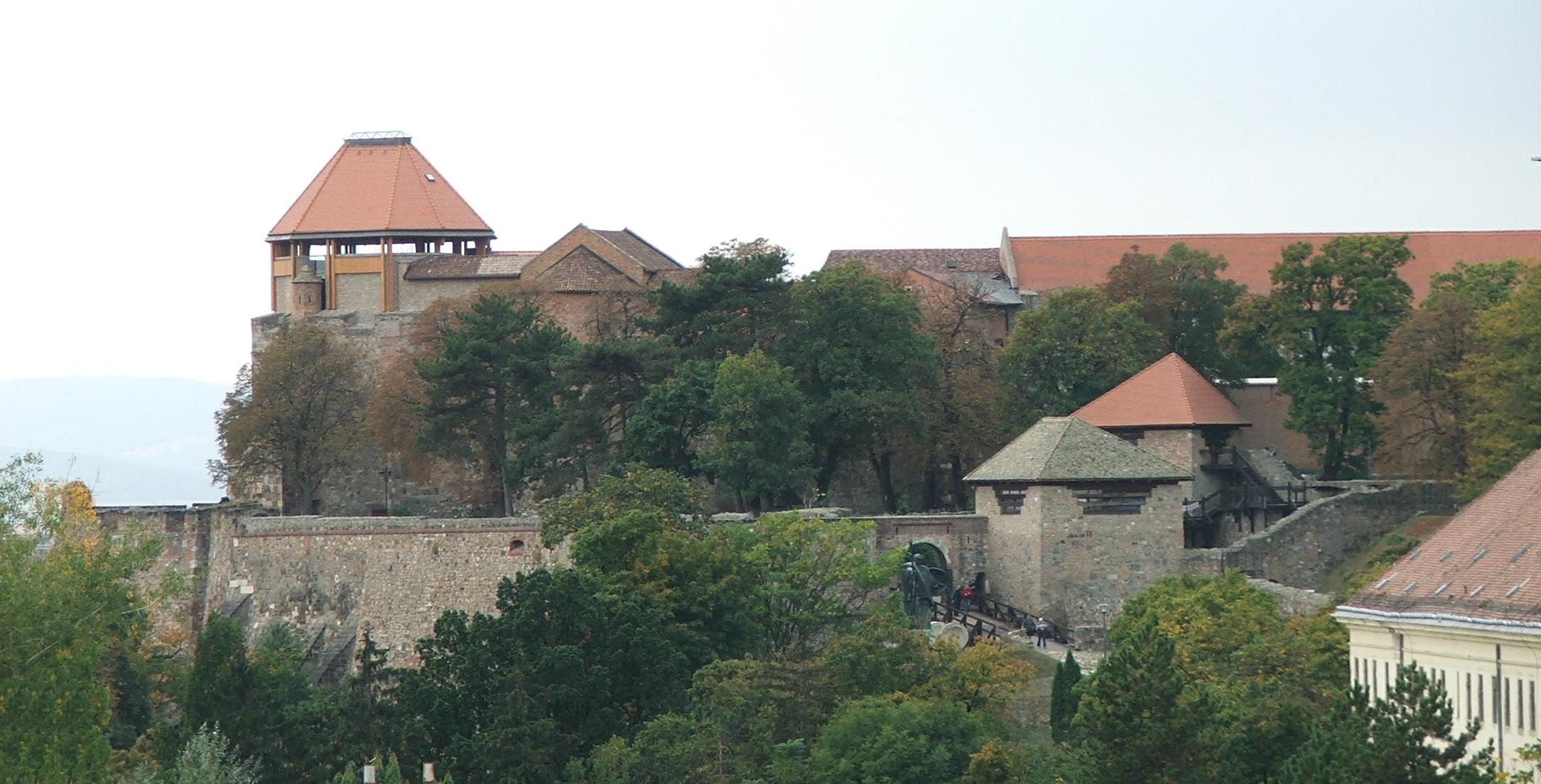
Castelo de Estrigônio

Os condados desenvolveram-se duma instituição da administração real num corpo de auto-governo da nobreza local no curso do século XIII, mas o ispano, "um nomeado real" (Erik Fügedi), permaneceu como chefe deles. Conformemente, os ispanos supervisionaram as atividades dos juízes eleitos pela comunidade do nobre local com o objetivo de "revisar os direitos de propriedade existentes" (Pál Engel) em muitos condados na Transdanúbia em 1267. A existência da instituição de "juízes dos nobres" eleitos é documentada em mais e mais condados desde a década de 1280. A legislação prescreveu que o ispano julgaria ao lado dos quatro juízes eleitos pela nobreza local dentre seus membros.
Chefes dos condados, ao lado dos prelados do reino, foram membros ex officio do conselho real. Um órgão consultivo, leis foram promulgadas com consentimento do conselho real, como o primeiro rei enfatizou. Os chefes dos condados transilvanianos foram controlados por um oficial maior do reino, o voivoda, em vez do monarca desde o século XII. Similarmente, os ispanos de alguns condados eslavônios foram nomeados e demitidos pelos banos, os oficiais reais de mais alta posição na província. Os mais antigos "ispanatos perpétuos" emergiram em torno do mesmo período: os voivodas foram também os ispanos do Condado de Fehér desde cerca de 1200, os vice-palatinos foram os chefes do Condado de Peste desde a década de 1230 e os arcebispos de Estrigônio retiveram o ofício de ispano do Condado de Estrigônio desde 1270.

### Final da Idade Média (c. 1300–1526)

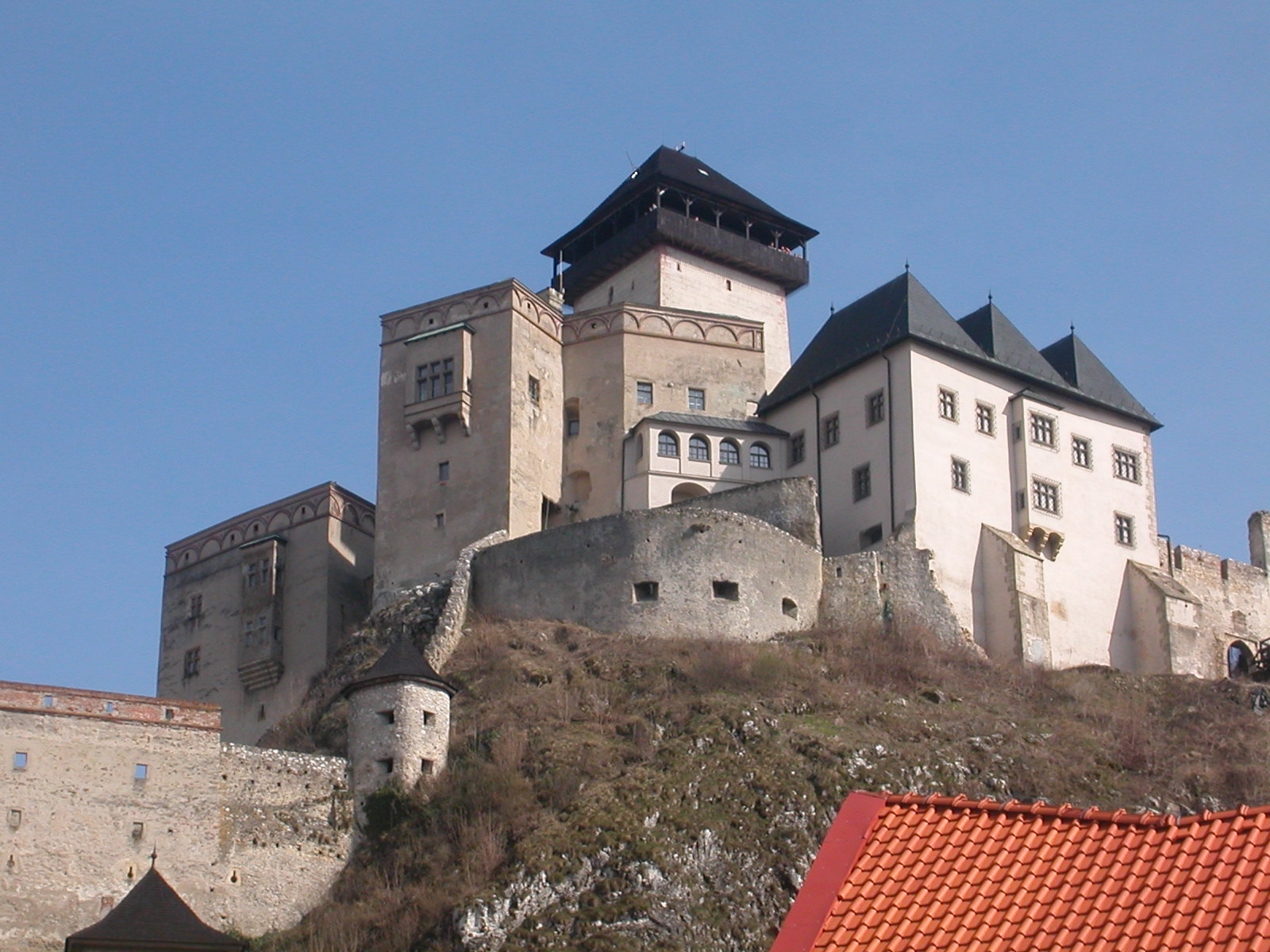
Castelo de Trencim, sede de

Amplos territórios do Reino da Hungria foram colocados sob a autoridade de poderosos latifundiários pelo tempo da morte do rei André III, o último membro da dinastia de Arpades, em 14 de janeiro de 1301. Por exemplo, Mateus III governou 14 condados na ampla região do rio Vago (agora Eslováquia), Ladislau III administrou a Transilvânia e membros da Família de Gínsio governaram na Transdanúbia. O poder real foi apenas restaurado pelo rei Carlos I numa série de guerras contra os "oligarcas" que durou até a década de 1320.
O monarca também conseguiu adquirir alguns castelos e aumentou o território do domínio real, permitindo a emergência duma nova rede de distritos de castelos. Muitos dos condados e distritos de castelos foram distribuídos entre os grandes oficiais do reino no período seguinte como honras ligadas às suas dignidades. Por exemplo, os palatinos Guilherme Drugete e Nicolau Conde também foram ispanos de cinco condados sob os reis Carlos I e Luís I, respectivamente. Neste período, toda a receita de uma honraria pertencia a seu titular.
As cortes do condado eram chefiadas pelos ispanos ou por seus representantes. Primeiramente, os ispanos eram responsáveis por fazer cumprir os julgamentos das cortes do condado, embora em sua ausência a corte nomeou um ou dois nobres para realizar esta tarefa. Inicialmente, as cortes do condado foram apenas autorizadas a aprovar punições capitais contra criminosos pegos no condado, mas mais e mais nobres receberam o ius gladii, que é o mesmo direito em suas próprias propriedades, embora "foram obrigados a entregar o condenado" aos homens do ispano (Pál Engel). Além disso, magnatas receberam o direito de jugar nobres vivendo em suas próprias propriedades, embora apenas com a autorização prévia do ispano em 1486.